# Nowogród (gmina 1870–1927)
Nowogród (do 1870 i od 1927 miasto Nowogród) – dawna gmina o nieuregulowanym statusie istniejąca do 1927 roku w woj. białostockim. Siedzibą władz gminy była osada miejska Nowogród.
Gmina została utworzona za Królestwa Polskiego, 31 maja 1870 w guberni łomżyńskiej w powiecie łomżyńskim z obszaru pozbawionego praw miejskich miasta Nowogrodu. W przeciwieństwie do większości innych miast, którym odebrano prawa miejskie za udział w powstaniu styczniowym, Nowogród nie został włączony do jednej z sąsiednich gmin wiejskich, lecz zachował charakter miejski, stanowiąc odrębną gminę wiejską w granicach dawnego miasta.
Za II Rzeczypospolitej gmina Nowogród należała do powiatu łomżyńskiego w woj. białostockim. Po przejściu pod zwierzchnictwo polskie, była to jednostka o nieuregulowanym statusie – gmina posiadała samorząd miejski nadany przez okupanta niemieckiego podczas I wojny światowej, lecz nie została zaliczona do miast w 1919 (była określana jako „miejscowość”).
Jako gmina nie-miejska jednostka przestała funkcjonować 11 lutego 1927 roku w związku z nadaniem Nowogrodowi praw miejskich i przekształceniu jej w gminę miejską.